# Borden-System

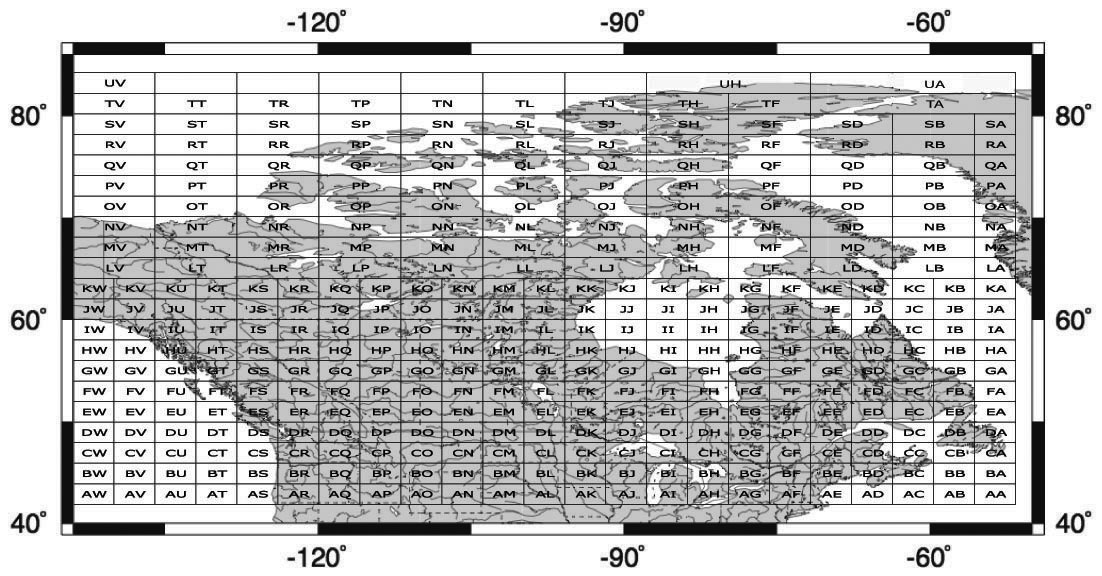
Das kanadische Gittersystem nach Borden

Das Borden-System, bzw. Système Borden oder Borden System, ist ein Verfahren, mit dem archäologische Stätten in Kanada eindeutig bezeichnet und zugleich verortet werden. Es ist Grundhandwerkzeug für jeden Studierenden der Archäologie. Das System ist nach seinem Schöpfer Charles Edward Borden benannt, der es zusammen mit Wilson Duff 1952 an der University of British Columbia entwickelte.
Das Borden-System basiert auf einer Einteilung ganz Kanadas in ein Gitternetz, das sich an Längen- und Breitengraden orientiert. Es besteht aus vier Buchstaben und mindestens einer Ziffer für jede archäologische Fundstätte. 
Das erste Zeichen ist ein Großbuchstabe, der eine der Flächen bezeichnet, die jeweils zwei Breitengrade umfassen. Sie werden dabei von Süden nach Norden mit fortlaufenden Buchstaben bezeichnet, die von A bis U reichen. Das zweite Zeichen ist ein Kleinbuchstabe, der dieses System verfeinert. Sie reichen von a bis l und umfassen jeweils 10 Minuten, ebenfalls von Süd nach Nord. 
Ähnlich verfährt man von Ost nach West mit dem dritten Zeichen, wiederum einem Großbuchstaben (A bis W), der jeweils vier Längengrade umfasst. Wiederum folgt ein Kleinbuchstabe, von denen jeder wiederum 10 Minuten von Ost nach West repräsentiert. 
Weitmaschiger ist dieses Raster allerdings nördlich des 62. Breitengrades, dort umfasst es 8 statt 4 Längengrade, bzw. jeweils 20 Minuten. Dies ist eine pragmatische Konvention an die Tatsache, dass die Gevierte von Süden nach Norden immer kleiner werden, je mehr man sich dem Nordpol nähert.
Die Bezeichnung im Rahmen des Borden-Systems für die Charlie-Lake-Höhle lautet beispielsweise HbRf 39. Die Buchstaben dienen der Lokalisierung im genannten Raster, die Nummer bezeichnet den 39. Fundort im so bezeichneten Gebiet. Dabei bezieht sich die 39 auf die zeitliche Reihenfolge der Entdeckung.
Um ein einzelnes Artefakt zu bestimmen, ist das System ebenfalls geeignet. Dabei nennt man die Fundstättenbezeichnung, in diesem Fall HbRf 39, und hängt nach einem Doppelpunkt ohne Leerzeichen die Nummer des Fundobjekts an.
In den Vereinigten Staaten wird für denselben Zweck das in den 1930er Jahren von der Smithsonian Institution entwickelte System der Smithsonian trinomial verwendet.